# Caméra Frezzi-Flex
 (mai 2020).
La Frezzi-Flex est une caméra argentique au format 16 mm, dédiée au reportage, qui a la particularité de pouvoir enregistrer le son directement sur une piste magnétique couchée le long de la pellicule.

## Description
La Frezzi-Flex est une caméra portable à l'épaule, qui dispose d'une visée reflex uniquement par son zoom. Le cadreur doit être secondé par un preneur de son afin de tendre le micro en direction des intervenants.